# Junelle Bromfield
Junelle Kimoy Bromfield (8 de febrero de 1998) es una deportista jamaicana que compite en atletismo, especialista en las carreras de velocidad. Ganó una medalla de oro en el Campeonato Mundial de Atletismo en Pista Cubierta de 2022, en la prueba de 4 × 400 m.

## Palmarés internacional
| Campeonato Mundial en Pista Cubierta | Campeonato Mundial en Pista Cubierta | Campeonato Mundial en Pista Cubierta | Campeonato Mundial en Pista Cubierta |
| Año                                  | Lugar                                | Medalla                              | Prueba                               |
| ------------------------------------ | ------------------------------------ | ------------------------------------ | ------------------------------------ |
| 2022                                 | Belgrado (Serbia)                    | Medalla de oro                       | 4 × 400 m                            |